# Euplectes nigroventris
Euplectes nigroventris là một loài chim trong họ Ploceidae.